# قاضي عسكر
قاضي العسكر (بالتركية العثمانية: قاضی عسكر) (بالتركية: Kazasker  أو kadıasker) هو منصب القاضي الأعلى في الدولة العثمانية وهو منصب قضائي سُمّي بهذا الاسم في الأصل لأن ولايته القضائية كانت تشمل القضايا المتعلقة بالجنود، الذين أصبحوا فيما بعد يُحاكمون فقط من قِبل ضباطهم.

## المنصب
انفصل منصب قاضي العسكر إلى منصبين منذ سنة 1481م: قاضي عسكر الروملي وقاضي عسكر الأناضول:
- قاضي عسكر الروملي (بالتركية: Rumeli Kazaskeri) وكانت سلطته القضائية تمتد على الجزء الأوروبي من الدولة العثمانية.
- قاضي عسكر الأناضول (بالتركية: Anadolu Kazaskeri): وكانت سلطته تمتد على الجزء الآسيوي من الدولة العثمانية.

## التراتبية
كان قاضي عسكر الروملي وقاضي عسكر الأناضول تابعين للصدر الأعظم، ولاحقًا لشيخ الإسلام، ولم تكن لهما سلطة قضائية على مدينة القسطنطينية (إسطنبول). كما كانا يحضران اجتماعات الديوان الهمايوني (مجلس السلطان).
كان لقاضي العسكر صلاحية النظر في الطعون المقدّمة ضد أحكام القضاة المحليين)، وله الحق في نقض هذه الأحكام، بالإضافة إلى ترشيح أسماء القضاة لتعيينهم من قبل الصدر الأعظم.

## معرض الصور

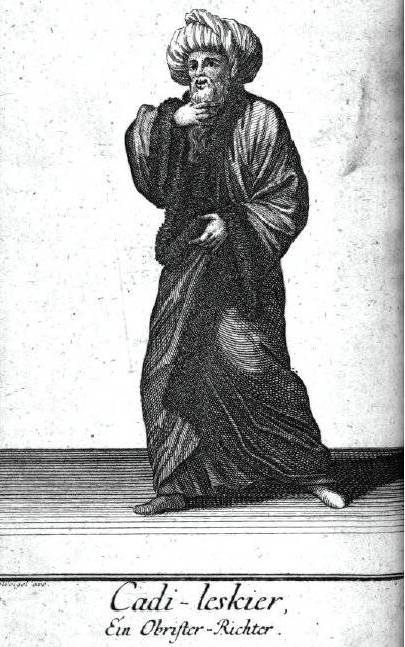
زي قاضي العسكر في الدولة العثمانيَّة. رسم من كتاب البارون فون توت:"أخبار الأتراك والتتار"، المجلدان الأول والثاني، سنة 1787م.
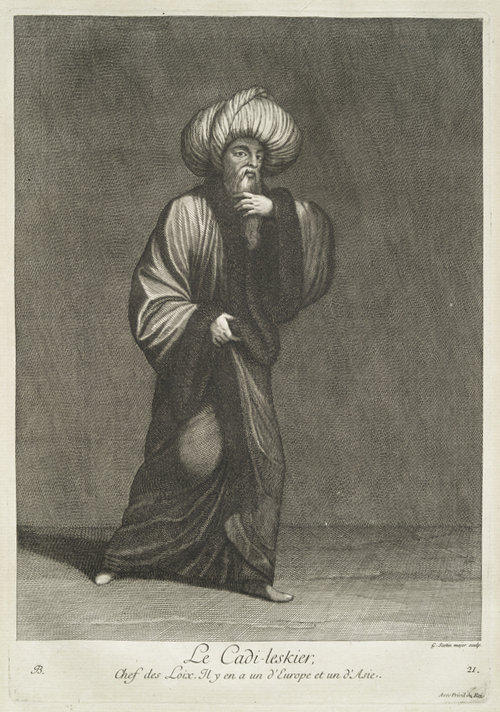
قاضي العسكر في الدولة العثمانيَّة. لوحة بريشة الفنان جان-بابتيست فان‌مور، عام 1707م.
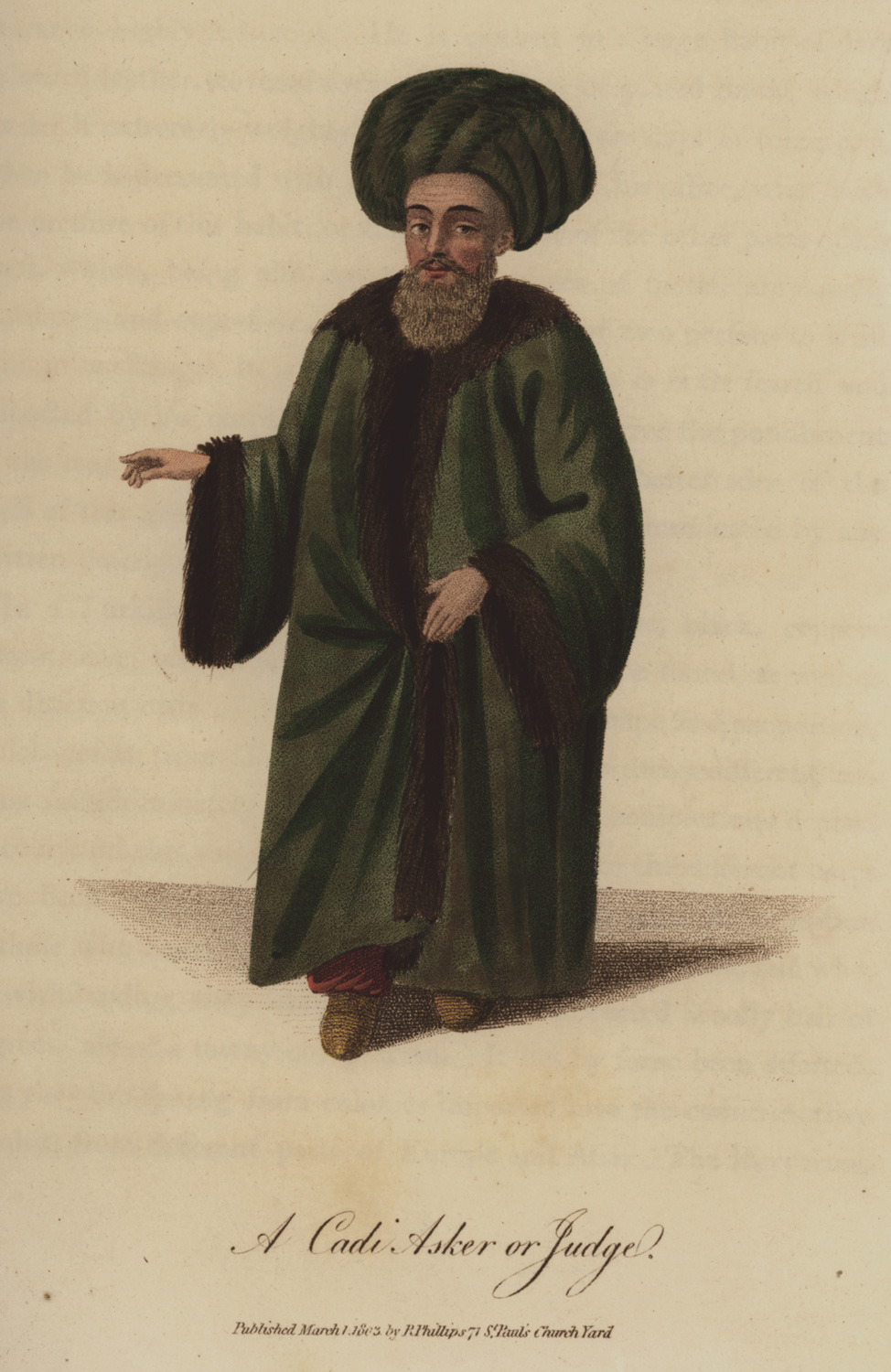
رسمًا نُشِر في نسخة الكتاب الأصلي لـ Travels in Turkey, Asia‑Minor, Syria, and across the desert into Egypt during the years 1799, 1800, and 1801، بعنوان "A Cadi Asker or Judge"، يُظهر تصويرًا لقاضي العسكر في الدولة العثمانية. كتبه وليام ويتمن (William Wittman)، ونشُر لأول مرة في لندن عام 1803م، وكان ويتمن جزءًا من البعثة العسكرية البريطانية التي رافقت الجيش العثماني خلال رحلتهم عبر تركيا، آسيا الصغرى، الشام، والصحراء وصولًا إلى مصر.
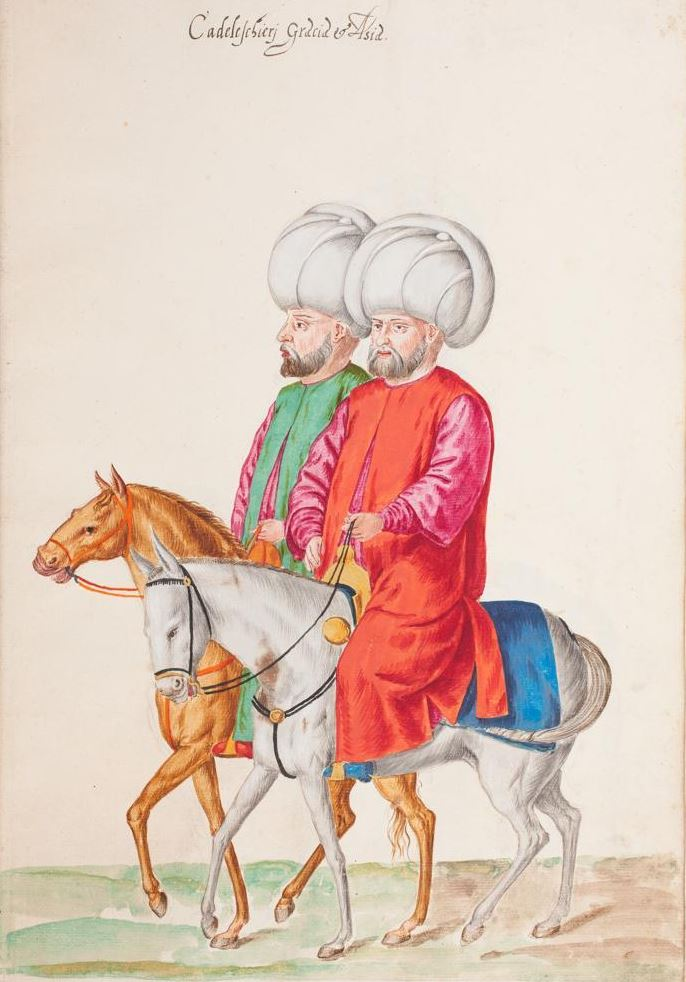
لوحة من كتاب الألبسة التركية (Türkisches Kostümbuch) للفنان Lambert de Vos، الذي يعود تاريخه إلى عام 1574م، محفوظ في مكتبة جامعة بريمن في ألمانيا.
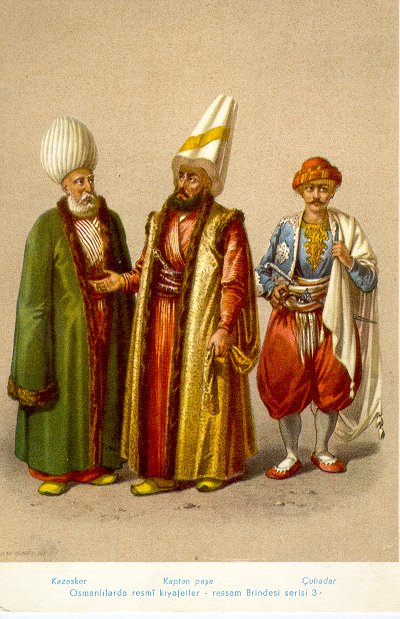
في الصورة ثلاث مناصب عثمانية مهمة: قاضي عسكر، قبطان باشا، وچُوهدار (Çuhadar) مسؤول اللباس الملكي.